# Без речи (филм из 1972)
Филм без речи, Без речи или Без је југословенски филм из 1972. године. Режирао га је Милош Радивојевић, који је написао и сценарио заједно са Светозаром Влајковићем. Филм је премијерно приказан на Филмском фестивалу у Пули. Драган Николић је на Филмским сусретима у Нишу добио Награду Цар Константин за најбољу улогу.

## Радња
Прича у 28 кадрова призора о младом човеку који покушава изаћи из властите коже и живети један достојанствен живот.
Човек у најмаркантнијим стањима личне егзистенције.Једе, пије, повраћа, вооли, мрзи, лепо му је, пати, спава, трчи, јак је, слаб, леп и ружан...
Он не говори - он покушава говорити. Живи живот који сања и једини начин да престане сањати је да буде затворен.

## Улоге
| Глумац            | Улога |
| ----------------- | ----- |
| Драган Николић    |       |
| Неда Арнерић      |       |
| Дуња Ланго        |       |
| Душица Жегарац    |       |
| Бранка Матић      |       |
| Снежана Липковска |       |